# Gianluca Basile
Gianluca Basile (24 de gener de 1975, Ruvo di Puglia, Província de Bari, Itàlia) és un jugador de bàsquet italià, que juga a la posició d'escorta a les files de l'Orlandina Basket (Capo d'Orlando, Sicília).
Va jugar durant sis anys al FC Barcelona, des del juliol de 2005 fins a 2011. És l'estranger amb més partits disputats al club català: 327. També ha jugat a altres equips com el Reggio Emilia (1996-1999), la Fortitudo Pallacanestro Bologna (1999-2005), l'Olimpia de Milà (2011-2012) i el Pallacanestro Cantù (2012-2013).
Mesura 1,92 metres, i pesa 94 quilos. És considerat un dels millors jugadors italians dels anys noranta i 2000 i un dels més destacats de la història recent del Futbol Club Barcelona.
És titular de la selecció italiana de bàsquet, amb la qual ha aconseguit la medalla d'or al Campionat d'Europa per equips del 1999, i la medalla de plata en els Jocs Olímpics d'Atenes de 2004.

## Història

### Títols importants
Al llarg de la seva trajectòria esportiva Gianluca Basile ha acumulat un palmarès molt important. Hi destaquen especialment l'Eurolliga aconseguida amb el FC Barcelona l'any 2010 a Paris Bercy, la medalla de plata als Jocs Olímpics d'Atenes de l'any 2004 i la medalla d'or a l'europeu del 1999 celebrat a França.

### Comiat del FC Barcelona
El 21 de juny del 2011 el Barça li comunica que no prorrogarà el contracte. Basile va confirmar a una entrevista a l'emissora RAC 1 que marxava trist de Barcelona però molt orgullós d'haver format part del club català durant sis anys, fet que en fa l'estranger amb més aparicions amb la samarreta blaugrana.

## Palmarès

### Fortitudo Bologna
- 2 Lligues italianes (1999-2000 i 2004-2005)

### FC Barcelona
- 1 Eurolliga (2009-10)
- 2 Lligues ACB (2008/09 i 2010/11)
- 3 Copes del Rei (2007, 2010 i 2011)
- 1 Supercopa d'Espanya (2009-10)
- 1 Lliga catalana (2009-10)

### Selecció italiana
- 1 medalla de plata en els Jocs Olímpics d'Atenes de 2004
- 1 medalla de plata en el Campionat del Món de bàsquet masculí de 2006.
- 1 medalla d'or en el Campionat d'Europa de 1999 a França.
- 1 medalla de bronze en el Campionat d'Europa de 2003 a Turquia.

### Individual
- Millor Jugador de la Lliga italiana la temporada 2003-2004.
- Millor Jugador de la Final del Play-off de la Lliga italiana la temporada 2004-2005